# Стад Абиджан
«Стад Абиджан» (фр. Stade d'Abidjan) — ивуарийский футбольный клуб из города Абиджан. Выступает в чемпионате Кот-д’Ивуара. Основан в 1936 году. Домашние матчи проводит на стадионе «Робер Шампро», вмещающем 20 000 зрителей.

## История
«Стад Абиджан» является одним из самых успешных ивуарийских клубов на международной арене за всю историю. Клуб стал первой командой из Кот-д’Ивуара, которой удалось победить в Лиге чемпионов КАФ, команда победила в Лиге чемпионов КАФ 1966.

## Достижения

### Местные
- Чемпион Кот-д’Ивуара — 6 (1962, 1964, 1965, 1966, 1969, 2025)

- Обладатель Кубка Кот-д’Ивуара — 5 (1971, 1976, 1984, 1994, 2000)

- Обладатель Суперкубка Кот-д’Ивуара — 2 (1985, 2018)

### Международные
- Лига чемпионов КАФ (1)
  - Победитель: 1966